# Annalisa Cuzzocrea
Annalisa Cuzzocrea (Reggio Calabria, 23 febbraio 1974) è una giornalista italiana.

## Biografia
Si è laureata in Lingue e letterature straniere presso l'Università La Sapienza di Roma, per poi specializzarsi all'Istituto per la Formazione al Giornalismo di Urbino.
Ha iniziato la carriera giornalistica nei primi anni 2000 a Radio Capital, occupandosi di cronaca, esteri e interni. Successivamente ha collaborato con Repubblica TV, lavorando con Paolo Garimberti e Massimo Giannini. Nel 2011 è entrata nella redazione politica di la Repubblica, dove segue i principali eventi politici italiani, tra cui la nascita e l'evoluzione del Movimento 5 Stelle.
Nel marzo 2021 ha pubblicato il libro Che fine hanno fatto i bambini. Cronache di un Paese che non guarda al futuro, in cui analizza la condizione dell'infanzia in Italia.
Nel novembre 2021 è entrata nella redazione de La Stampa, diventandone vice direttrice a partire dal marzo 2022, prima donna a ricoprire l'incarico.  Nel gennaio 2025, è tornata a la Repubblica con il ruolo di inviata ed editorialista.
Oltre a svolgere la sua attività giornalistica, insegna il corso Giornalismo politico al tempo dei social presso l'Università Luiss Guido Carli di Roma.

## Podcast
Annalisa Cuzzocrea ha condotto due podcast di approfondimento giornalistico per One Podcast, del gruppo GEDI: Daytime, podcast quotidiano de la Stampa tra il 2022 e il 2024, in cui analizzava le notizie più rilevanti della giornata, sostituito a partire dal 2025 da Controvento, podcast quotidiano de la Repubblica, in cui racconta e commenta l'attualità politica e sociale italiana.

## Vita privata
È sposata e ha due figli. Risiede a Roma.

## Opere
- Che fine hanno fatto i bambini. Cronache di un Paese che non guarda al futuro (2021), Edizioni Piemme
- E non scappare mai. Miriam Mafai, i segreti e le lotte nella tempesta della storia, Rizzoli, 2025, ISBN 9788817185899